# Nieuwe kathedraal van Salamanca

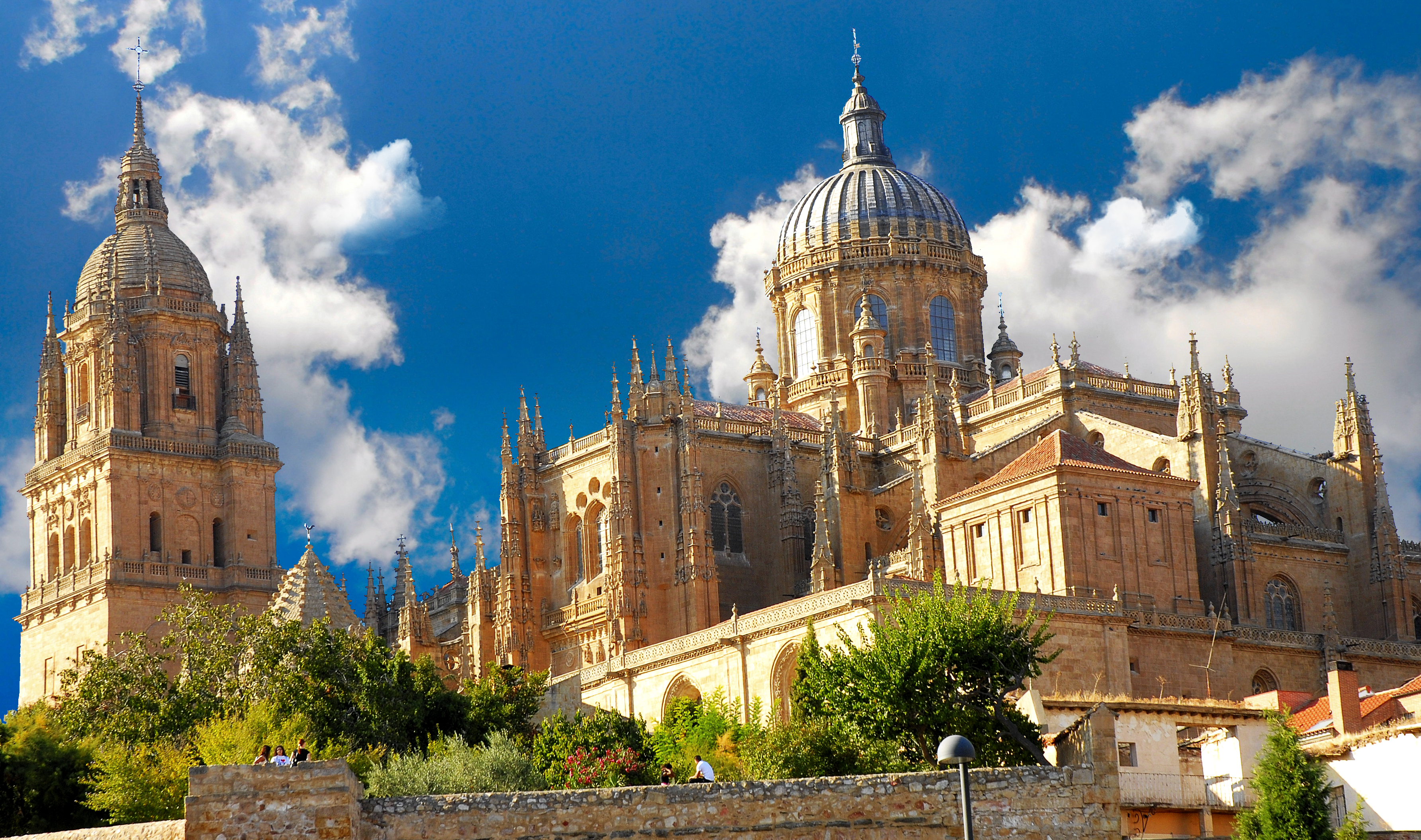
Nieuwe kathedraal van Salamanca

De nieuwe kathedraal van Salamanca (Spaans: Catedral Nueva), formeel de Kathedraal van de Tenhemelopneming van Maria (Catedral de la Asunción de la Virgen), is een kathedraal in het Spaanse Salamanca. Het is samen met de oude kathedraal van Salamanca een van de twee kathedralen van de stad.
Ferdinand V van Castilië gaf de opdracht voor de bouw.  Het gebouw werd opgetrokken tussen 1533 en 1733 in een mengeling van laatgotiek, plateresco en barok. De klokkentoren van de kathedraal is 92 meter hoog.